# サラ・ファール
サラ・ルイーザ・ファール（Sarah Luisa Fahr、2001年9月12日 - ）は、イタリアの女子バレーボール選手。イタリア代表。

## 来歴
ドイツのバイエルン州クルムバッハ出身。父親の仕事のため幼いころにイタリアへ移り、バレーボールと体操の練習を始めた。10歳のときにユースアカデミーに参加し、バレーボールをすることを決めた。
2017年、アンダーカテゴリーのイタリア代表としてU18欧州選手権に出場し、銀メダルを獲得した。2018年にシニア代表へ選出されると、同年のネーションズリーグでデビューした。世界選手権では銀メダルを獲得した。2019年のモントルーバレーマスターズではベストミドルブロッカー賞を受賞した。同年の欧州選手権で銅メダル獲得した。2021年開催の東京2020オリンピックに出場した。

## 球歴
- オリンピック - 2021年、オリンピック - 2024年
- 世界選手権 - 2018年
- 欧州選手権 - 2019年

## 受賞歴
- 2019年 - モントルーバレーマスターズ ベストミドルブロッカー賞

## 所属クラブ
- AGIL Volley（2016-2017年）
- Club Italia（2017-2019年）
- イル・ビゾンテ・フィレンツェ（2019-2020年）
- イモコ・コネリアーノ（2020年-）